# Joc de rol
Un joc de rol (engleză: role-playing game prescurtat RPG) este un joc în care fiecare participant își asumă rolul unui personaj dintr-un univers fictiv. Acțiunile fiecărui jucător sunt decise pe baza unor reguli și manuale.  